# Бройнингер
Бройнингер (Breuninger)
«Э. Бройнингер» ГмбХ (E. Breuninger GmbH & Co.) — владелец крупнейших в Германии универмагов под торговой маркой «Бройнингер» с головным офисом в Штутгарте. Компания специализируется на продаже широкого спектра элитной одежды от ведущих мировых брендов и ориентирована на состоятельных покупателей 

## Филиалы

### Головной филиал

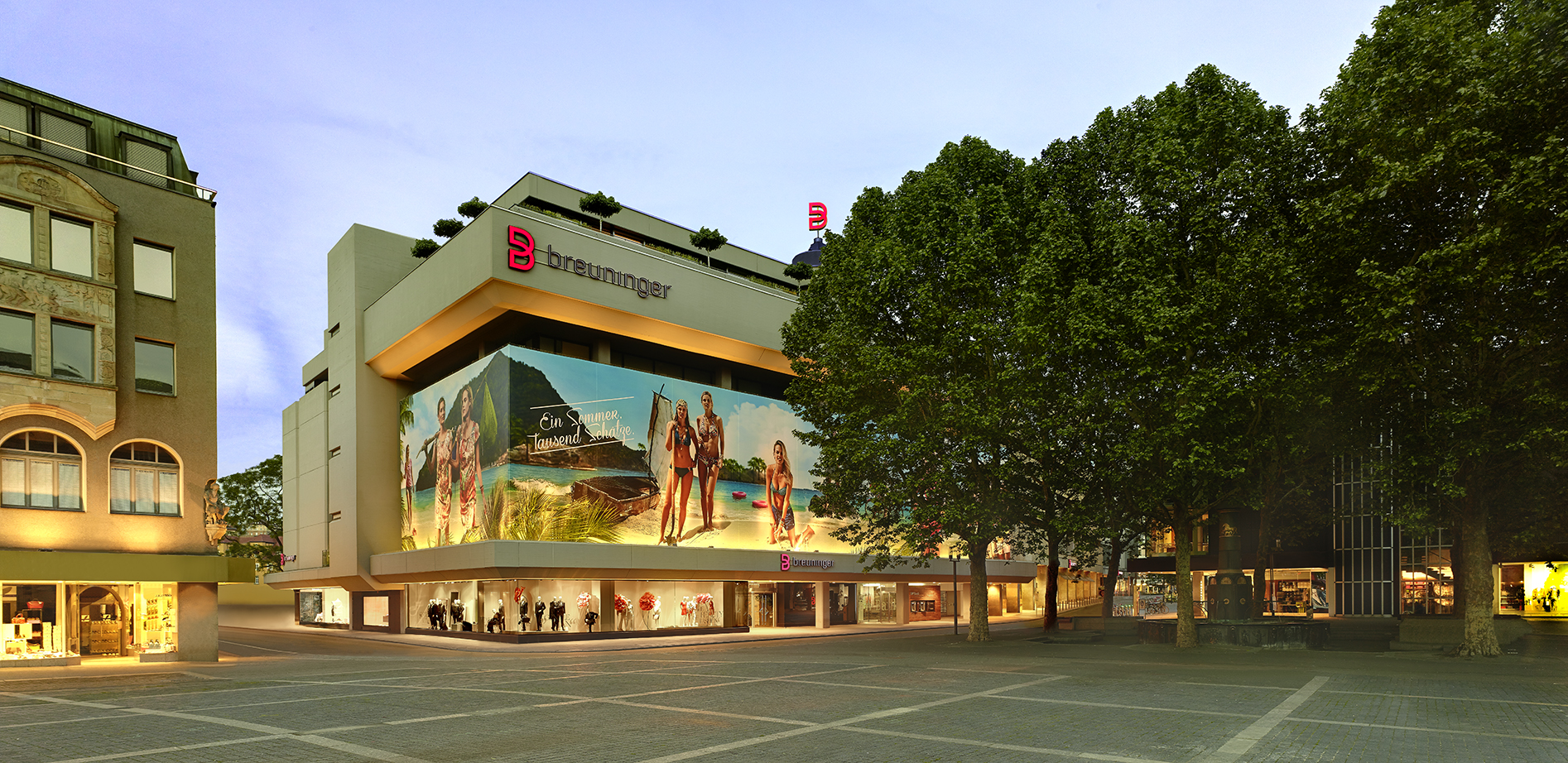
Фассад ТД «Бройнингер», г. Штутгарт

Первый универмаг сети Бройнингер был открыт Эдуардом Бройнингером в 1881 году. Здание и сейчас находится на Рыночной площади в городе Штутгарте (Stuttgarter Marktplatz). Сегодня это один из самых больших торговых домов Германии площадью 35 000 м² и второй по величине в Европе (после Harrods). Фасад здания прост по архитектурному дизайну и выполнен в стиле минимализма. Его украшают дизайнерские витрины первого этажа с мотивами от Breuninger, которые регулярно «переодеваются» согласном трендам сезона и новинкам моды.
В 1989-м году компания приобрела соседнее с универмагом здание Карлспассаже. Теперь через него проходит пешеходная зона. Ей можно воспользоваться даже после закрытия магазина и полюбоваться изысканными интерьерами торгового дома.

### Другие филиалы

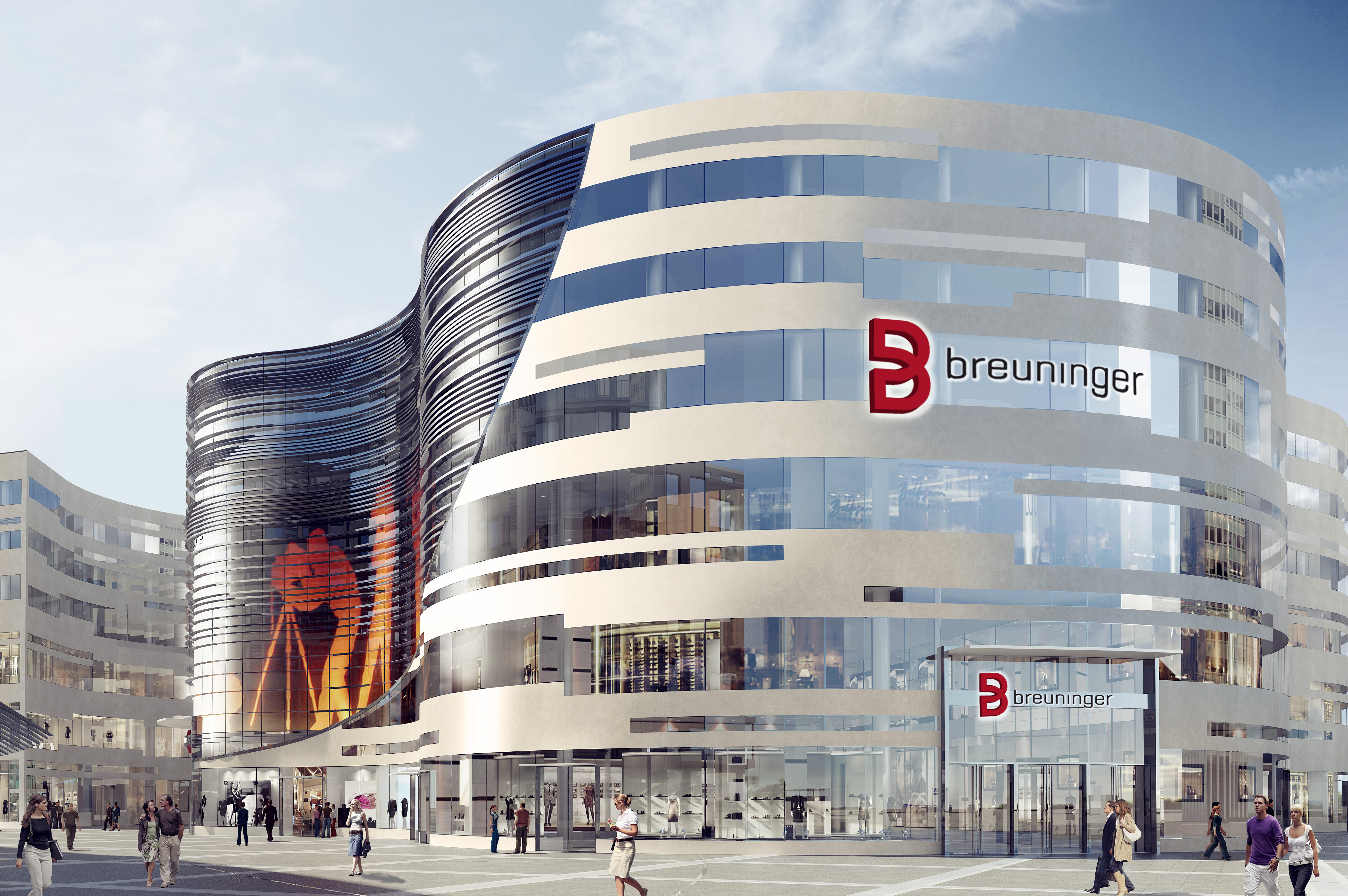
Фассад ТД "Бройнингер", г. Дюссельдорф

- Дюссельдорф

Открытие филиала состоялось в 2013 году и стало одним из самых значимых событий года. Дизайн торгового дома создавался под руководством американского архитектора Даниеля Либескинд . Одну из витрин торгового дома украшает инсталляция Катарины Зивердинг в виде невесомого плавающего диска темно-синего цвета, на котором иногда проступает туман или затмение. На самом деле диск — это изображение солнца. Для создания инсталляции Зивердинг обработала более 100 000 фотографий, сделанных НАСА. Полный цикл инсталляции длится 120 минут .
- Зиндельфинген (Бройнингер Ланд)
- Зульцбах (центр Майн-Таунус)
- Карлсруэ (бывший универмаг Schneider)
- Лейпциг
- Людвигсбург (Бройнингер Ланд)
- Нюрнберг
- Ройтлинген
- Фрайбург (бывший универмаг Schneider)
- Эрфурт[7]

|  |  |  |  |

|  |  |  |  |

## История

### Довоенное время: становление и развитие торгового дома
|  |  |  |  |

Первый и главный универмаг Бройнингер был открыт в Штутгарте Эдуардом Бройнингером в 1881-м году после получения в собственность магазина E.L. Ostermayer, расположенного рядом с рыночной площадью на Мюнцштрассе,1 (Münzstrasse 1). В течение нескольких лет в качестве магазина использовались также и верхние этажи здания.
В 1888-м году магазин Бройнингер переехал в дом номер 7 по той же улице Мюнцштрассе, но вскоре после переезда из-за недостатка торговых площадей было принято решение использовать оба здания.
К 1903-му году универмаг покинул дом номер 7 по Мюнцштрассе и переехал в новое более вместительное здание. Ещё через пять лет был построен следующий филиал на улице Шпорерштрассе. В 1916-м году универмаг расширяется и занимает следующее здание, расположенное на Рыночной площади.
После смерти Эдуарда Бройнингера в 1932-м году компания перешла его сыну Альфреду. В этом же году Бройнингер открыл новый филиал по улице Марктштрассе.
Во время Второй мировой войны магазины Бройнингер были полностью разрушены. В 1947-м году преемником Альфреда становится представитель следующего поколения — Хайнц Бройнингер, который постепенно отстраивает новые торговые помещения и оборудует их в соответствии с американскими стандартами — эскалаторами, лифтами, ателье по ремонту одежды.

### Путь к успеху
|  |  |  |

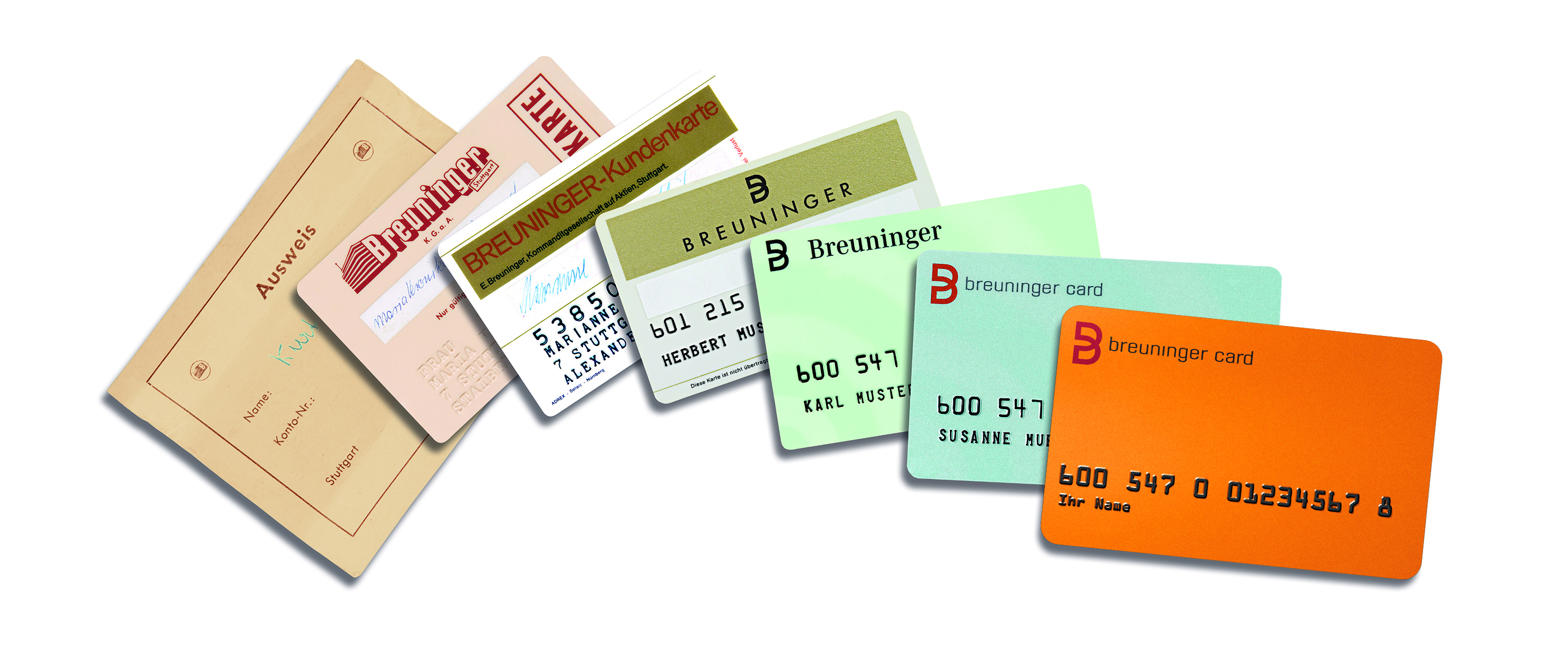
Первая в Германии карта клиента ТД "Бройнингер", 1959 год

В 1952-м году был придуман медвежонок Бройни, ставший талисманом торгового дома. До сегодняшнего дня Бройни принимает участие во всех маркетинговых акциях компании и завоевывает сердца особенно маленьких клиентов.
В 1959-м году компания Бройнингер ввела первую в Германии и в Европе карточку клиента, делающую возможным безналичный расчет.Сегодня Бройнингер насчитывает более 1 миллиона клиентов — владельцев карты Бройнингер.
В 1968-м году Хайнц Бройнингер и его дочь Хельга основали благотворительный фонд «Бройнингер».
В 1973-м году был открыт универмаг «Бройнингер Ланд» в городе Людвигсбург, а в 1980 году в городе Зиндельфинген. Отличительной особенностью универмагов стал удлинённый режим работы по сравнению с другими торговыми домами и возможность сделать покупки в выходные дни.
В 1980-м году преемником Хайнца Бройнингера стал голландец Виллем Г. ван Агтмаэль, уже сделавший себе имя как самый молодой директор международного концерна.
В 1991-м году торговый дом Бройнингер занял первое место в списке «Avis’ Best of Germany», а в 2012-м году получил премию Best Fashion Retailer Award.

### Бройнингер сегодня
В 2006-м году в головном универмаге в Штутгарте открылся «Премиум мир» — отдел эксклюзивных товаров. В отделе были представлены такие марки как Burberry, Chloé, Dior, Gucci, Tod’s, Fendi и Yves Saint Laurent
В 2008-м году Бройнингер расширяет линейку эксклюзивных брендов, теперь в торговом доме можно встретить одежду таких именитых мировых дизайнеров как Burberry Prorsum, Dolce & Gabbana, Polo Ralph Lauren Black Lab, Marc Jacobs и Miu Miu. В конце 2008 года Бройнингер открывает интернет — магазин «Премиум дизайнер & Тренд». По версии журнала Computer Bild и крупнейшего независимого статистического агентства «Statista», онлайн-магазин Бройнингер вошел в список «Top Shop 2014» 750 лучших онлайн-магазинов Германии
В 2013-м году открывается новый эксклюзивный универмаг Бройнингер в городе Дюссельдорф площадью свыше 15 000 м². На территории торгового центра расположен известный в Германии ресторан «Занзибар», прославившейся как один из лучших ресторанов немецкого острова Зильт, и элитная кондитерская Бройнингер, которую также можно найти в универмагах Штутгарта, Людвигсбурга, Зиндельфингена и Фрайбурга.
|  |  |  |  |

## Интересные факты
- В 1966 году Бройнингер сделал подарок своим маленьким клиентам. В детской парикмахерской были сооружены деревянные лошадки в виде каруселей, чтобы во время стрижки ребенок сидел спокойно и не мешал работать мастеру. Напротив парикмахерской располагался вольер с детенышем гориллы. Ежедневное шоу как магнит притягивало детей всех возрастов.
- В 1970-х годах торговый дом стал новатором в создании городского пляжа на крыше торгового центра. Посетители могли принимать не только солнечные ванны, но и наслаждаться прекрасными городскими пейзажами.
- До 1988 года здесь же располагался 25-метровый бассейн с минеральной водой[11]
- В торговом доме Бройнингер в Эрфурте можно попасть на настоящий театральный спектакль. 2014 год стал премьерным для Бройнингера, впервые в стенах торгового дома был поставлен спектакль «Позовите господина Плима»[12]